# 里加斯德哥尔摩经济学院
里加斯德哥尔摩经济学院（英文：Stockholm School of Economics in Riga，缩写SSE Riga）是拉脱维亚里加的一所商学院。
在瑞典政府和拉脱维亚教育部支持下，1994年斯德哥尔摩经济学院建立里加斯德哥尔摩经济学院。2010年起，里加斯德哥尔摩经济学院改由斯德哥尔摩经济学院、拉脱维亚大学和里加斯德哥尔摩经济学院校友会联合设立的基金会所有。
里加斯德哥尔摩经济学院有多种教学方式，包括团队合作、暑期实习、实例探究等，与欧洲多所一流商学院有交换生项目。